# Ferna
Ferna es un municipio situado en el distrito de Eichsfeld, en el estado federado de Turingia (Alemania). Tiene una población estimada, a fines de 2023, de 530 habitantes.
Forma parte de la mancomunidad de municipios (verwaltungsgemeinschaft) de Lindenberg/Eichsfeld.